# Abluwium
Abluwium – materiał, który pozostał na zboczu po wymyciu przez spływającą wodę drobnych cząstek, powodując jego spiaszczenie (zwiększenie procentowej ilości frakcji grubszych, niż w oryginalny osadzie). 